# Samuel Anderson
Samuel (Kumlien) Anderson, född 10 oktober 1773 i Stockholm, död 10 september 1857 i Stockholm, var en svensk kopparstickare.
Han var son till nämndemannen Anders Christoffersson och Anna Samuelsdotter Kumlien och från 1797 gift med Charlotta Christina Lindius. Anderson skrevs in under namnet Samuel Kumblijn vid Konstakademiens principskola i mars 1893. Han var anställd som gravör vid Vetenskapsakademien 1805-1829 och därefter som stilgjutare vid Rikets ständers bank. Bland hans arbeten märks gravyrer av Saint Paul's Cathedral i London, Peterskyrkan i Rom, Colosseum, Achmets moské, stick till landskapsdikter och försättsblad till bland annat Johan Gabriel Oxenstiernas verk. Tillsammans med sin son Carl Christoffer Kumlien utförde han illustrationsarbetet av en ny upplaga till David Klöcker Ehrenstrahls Certamen equestre. 
Anderson är representerad vid Nationalmuseum med ett 50-tal blad i original och gravyr samt vid Uppsala universitetsbibliotek.